# Jurandir (1940–1996)
Jurandir de Freitas (ur. 12 listopada 1940 w Marílii; zm. 6 marca 1996 w São Paulo) – brazylijski piłkarz grający na pozycji obrońcy. Uczestnik mistrzostw świata 1962 w Chile.

## Kariera

### Kariera klubowa
Jurandir to wieloletni piłkarz São Paulo FC. Karierę piłkarską rozpoczął w Corinthians São Paulo. Następnie występował w São Bento Sorocaba, São Paulo FC, Marília AC oraz Operário Campo Grande. W latach 1970–1971 wraz z São Paulo FC triumfował w Campeonato Paulista.

### Kariera reprezentacyjna
Jurandir de Freitas w reprezentacji Brazylii zadebiutował 24 kwietnia 1962 roku w meczu z Paragwajem. W sumie wystąpił w niej 15-krotnie.

## Sukcesy

### Reprezentacja
- Mistrzostwa świata (1): 1962

### Klub
- Campeonato Paulista (2): 1970, 1971